# Абу-ль-Ала Гянджеви
Махму́д Низамедди́н Абу-ль-Ала́ Гянджеви́ (вариант: Абу-ль-Ула; перс. محمود نظام الدين ابو العلاء گنجوی‎) — персидский поэт XII века, один из первых представителей закавказской школы персидской литературы

## Биография
Абу-ль-Ала Гянджеви родился в конце XI века в Арране в городе Гяндже. Он изучал астрономию, математику, медицину, древнюю философию и поэзию. Переехав в столицу ширваншахов, Шемаху он занял важное место среди придворных поэтов Минучихра III, снискав титул «царя поэтов» (мелик-уш-шуара).
Абу-ль-Ала Гянджеви учил молодых поэтов, среди которых были такие выдающиеся персидские поэты как Хагани и Фалаки Ширвани. Во дворце он получил официальный титул «царя поэтов» (малик аш-шуара) и стал фактически, одним из основоположников закавказской школы персидской поэзии. Лишь небольшое количество касыд написанных Гянджеви дошло до нас. Его произведения являются образцами торжественной придворной поэзии. Социально-философские оды-касыды, написанные Гянджеви отличаются виртуозностью стиля.